# 路爾斯·佩利亞
路易斯·阿馬蘭托·佩雷亞（Luis Amaranto Perea，1979年1月30日—）是一名哥倫比亞足球運動員，擔任後衛，現時效力墨西哥球隊塞拉亞。

## 外部連結
- （荷兰文） Voetbal International